# Taikkyi
Taikkyi – miasto w Mjanmie, w prowincji Rangun. Według danych na rok 2014 liczyło 88 000 mieszkańców.